# John Norcross

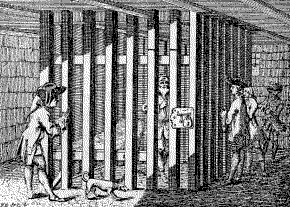
John Norcross fängslad i en träbur i fängelset i Kastellet i Köpenhamn

John Nicolas Norcross, född 23 april 1688 nära Liverpool, död 4 december 1758 i Köpenhamn, var en engelsk äventyrare.

## Biografi
John Norcross gick tidigt till sjöss och flackade vida omkring. Han kom som flyktad jakobit 1716 till Göteborg, upptogs bland Gathenhielms kapare och gjorde sig beryktad genom många djärva dåd under stora nordiska kriget. Han tillfångatogs 1718 av Peter Tordenskjold, men undkom till Sverige och föresatte sig nu att söka föra danske kronprins Kristian fången till Sverige. Under fyra-fem dagar sommaren 1718 låg Norcross på lur under en bro vid Gyldenlunds slott, men varje gång misslyckades försöket. Då han snart började företa kaperier även mot neutrala fartyg och för egen räkning, dömdes han 1719 i Göteborg till döden, men undgick straffet genom flykt ur fängelset. 
Han infångades dock 1720 i Paris, men kom åter lös och blev genom bemedling av jakobitiska landsmän inte endast benådad av Fredrik I, utan även återkallad till Sverige för användning i Madagaskaraffären. Efter kort tjänst hos tsar Peter den store i samma syfte kom Norcross till Stockholm 1722 och kvarblev ett helt år avvaktande sin användning och sysselsättande konung, råd och riksdag med suppliker om tjänst och underhåll samt med utförliga förslag till så nymodiga ting som sjukhus för sjömän, brandförsäkringsbolag och vattenledningar med mera. Resultatet härav blev dock blott en allmosa, till hans underhåll, Kunglig Majestäts varma rekommendation till hans benådning i England samt pass och pengar för resa dit. 
Han for i stället till Danmark och sökte vinna Fredrik IV för sina Madagaskarplaner med mera, men blev förvisad ur landet och, när han ånyo 1726 återkom, insatt på Köpenhamns kastell. Han bröt sig dock ut med hjälp av lårbenet till en gammal skinka, vilket han gjort vasst med hjälp av en avbruten sax som han kommit över. Med dessa redskap och en avbruten sängfot arbetade han sig en natt igenom fängelsemuren och firade sig ned på fängelsegården med ett tåg som han snott ihop av sin sänghalm och remsor av sitt lakan. Sedan klättrade han upp på vallen, där han anropades av en vaktpost men svarade "officer". Därpå kastade han sig i vallgraven, simmade över den, sprang ned till stranden och simmade ut i sundet, där han blev upptagen av en båt som hans hustru antagligen hållit i beredskap. Den förde honom till Ven, och så stod Norcross återigen på svensk mark.
Efter den äventyrliga rymningen till Sverige hämtades han visserligen till Stockholm för att yppa föregivna nya planer, men avfärdades på samma sätt som förut. År 1727 blev han i Hamburg gripen av danske kungens utskickade, förd till Köpenhamn, och för sina tidigare attentat och senare hotfulla och förgripliga utlåtelser mot Danmark och dess kung dömdes han som riksfarlig brottsling till "evigt" fängelse. Han hölls som särskilt farlig fjättrad i en bur av ekplankor mer än 15 år. Hans enda tröst var att tämja och leka med mössen i sitt fängelse.  
År 1742 släpptes han visserligen ut ur buren, men fångenskapen varade ända  till hans död. Norcross biografi sammanställd av Casper Peter Rothe (1724–1784) utgavs 1756 på danska: (Søe-Røverens eller den berygtede Fribytter og Caper-Capitain, John Norcross Levnet og Trekker: tildeels beskrevet af ham selv i hans Fængsel i Kastellet for Kiøbenhavn, tildeels oplyst af de over ham holte Forhører, og andre originale Brevskaber).
Norcross utseende beskrivs i det signalement som utfärdades med anledning av hans rymning från Nya Älvsborg: "en liten karl till staturen, i ansiktet rödlagd med svart hår, rakad i pannan, kunde inte rätt tala svenska eller tyska och stammade något".